# Dichlortoluole
Dichlortoluole (Dichlormethylbenzole) bilden eine Stoffgruppe, die sich sowohl vom Toluol als auch vom Chlorbenzol ableitet. Die Struktur besteht aus einem Benzolring mit angefügter Methylgruppe (–CH3) und zwei Chloratomen (–Cl) als Substituenten. Durch deren unterschiedliche Anordnung ergeben sich sechs Konstitutionsisomere mit der Summenformel C7H6Cl2. Dichlortoluole gehören somit zu den polychlorierten Toluolen.

## Eigenschaften
Die Dichlortoluole sind in Wasser praktisch nicht löslich; sie sind jedoch in anderen organischen Lösungsmitteln, wie z. B. Benzol, Ethanol, Ether, Ethylacetat und Chloroform, löslich.
| Gefahrensymbol |

| Gefahrensymbol |

| Gefahrensymbol |

| Gefahrensymbol |

| Gefahrensymbol |

| Gefahrensymbol |

## Gewinnung und Darstellung
Die Dichlortoluole lassen sich durch Chlorierung von Chlortoluolen gewinnen, welche aus den Toluidinen mittels der Sandmeyer-Reaktion dargestellt werden können.

## Verwendung
Dichlortoluole werden unter anderem als Reinigungsmittel in der Schifffahrtsindustrie, als Farbstoffcarrier in der Textilindustrie und als Sperrflüssigkeit in Vakuumpumpen verwendet. 2,4-Dichlortoluol ist ein Vorprodukt zur Herstellung von 2,4-Dichlorbenzoylchlorid und 2,4-Dichlorbenzoesäure, welches wiederum für die Herstellung von Farbstoffen, Pharmazeutika und Konservierungsmitteln verwendet wird. 3,4-Dichlortoluol wird als Zwischenprodukt zur Herstellung von 3,4-Dichlorbenzylchlorid (einem Vorprodukt für Desinfektionsmittel), 3,4-Dichlorbenzaldehyd (einem Vorprodukt für Farbstoffe) und 3,4-Dichlorbenzoesäure verwendet.

## Sicherheitshinweise
Chlortoluole wirken wenig bis mäßig reizend auf Haut und Schleimhäute sowie im Tierversuch hepatotoxisch.